# EU-Gipfel März 2018
Der EU-Gipfel März 2018 fand vom 22. bis 23. März 2018 in Brüssel statt. Den Vorsitz hatte EU-Ratspräsident Donald Tusk.

## Themen
Die Themen des Gipfels im März 2018 waren der Handel mit den USA sowie die Verhandlungen zum bevorstehenden Austritt Großbritanniens aus der EU. Gleichzeitig unterstützte der Rat das Vereinigte Königreich, indem er Russland wegen des Giftanschlages auf den ehemaligen Agenten Skripal und seine Tochter verurteilte.

### Handel
In langen Verhandlungen und Diskussionen hatten Vertreter der EU in Washington versucht, die amerikanische Regierung von der Verhängung von Strafzöllen ab dem 22. März 2018 abzubringen. Während sich an diesem Tage die europäischen Staats- und Regierungschefs trafen, erklärte US-Präsident Trump in einer Pressekonferenz, auf Strafzöllen gegen die EU bis auf Weiteres zu verzichten und stattdessen Zölle auf Waren aus China zu erheben. Die Gipfelteilnehmer forderten, den Verzicht auf Strafzölle dauerhaft zu vereinbaren. Gleichzeitig befürworteten sie Maßnahmen der EU-Kommission für den Fall, dass die Strafzölle doch noch angewendet würden.
Ein weiteres Thema war die mögliche Einfügung einer Digitalsteuer, das Donald Tusk auf die Agenda hatte setzen lassen, um Internetkonzerne wie Facebook oder Apple zu höheren Steuern zu verpflichten. Staaten wie Irland oder Luxemburg, welche diese Konzerne mit attraktiven Steuerangeboten angelockt haben, sprachen sich dagegen aus, diese Unternehmen steuerlich zu hoch zu belasten.  Nach Angaben der deutschen Bundeskanzlerin Merkel seien sich die Gipfelteilnehmer jedoch einig gewesen, dass die bestehenden Regelungen nicht mehr zeitgemäß waren.

### Brexit
Der europäische Rat verabschiedete Leitlinien für die weiteren Verhandlungen mit Großbritannien nach dessen geplantem EU-Austritt im Frühjahr 2019. Insbesondere in den Bereichen Sicherheits- und Verteidigungspolitik sollte die Zusammenarbeit „möglichst eng“ bleiben. Dagegen erklärten die Staats- und Regierungschefs, dass es keine Zustimmung für ein "Rosinenpicken"geben werde, bei der sich Großbritannien für bestimmte Wirtschaftszweige wie die Finanzindustrie einen besonderen Zugang zum europäischen Binnenmarkt aussuchen könne. Gleichwohl einigten sich die verbleibenden 27 EU-Staaten darauf, dem Vereinigten Königreich ein umfassendes Freihandelsabkommen anzubieten.

### Russland
In dem Fall der Vergiftung des ehemaligen russischen GRU-Agenten Sergei Skripal und seiner Tochter im englischen Salisbury stellte sich die EU geschlossen hinter Großbritannien und verurteilte den Anschlag „auf das Schärfste“. Weiterhin kündigten sie an, ihre Abwehrbereitschaft gegen chemische, biologische, radiologische und nukleare Bedrohungen stärken zu wollen. Obwohl die Regierungen Griechenlands und Ungarns sich zunächst gegen eine Verurteilung Russlands aussprachen, änderten sie im Verlauf des Gipfels ihre Meinung.

### Türkei
Der Europäische Rat verurteilte das Vorgehen der Türkei im östlichen Mittelmeer, wo sie unter anderem zwei griechische Soldaten festgenommen und Zypern bei Erdgasbohrungen behindert hatte.